# فرانس بوندوئل
فرانس بوندوئل (انگلیسی: Frans Bonduel; ۲۶ سپتامبر ۱۹۰۷ – ۲۵ فوریهٔ ۱۹۹۸) دوچرخه‌سوار اهل بلژیک بود.